# Hans Jürgen Eysenck
Hans Jürgen Eysenck (født 4. marts 1916, død 4. september 1997) var en tysk-engelsk psykolog der blandt andet arbejdede indenfor personlighedspsykologien. Han udviklede sin egen trækteori.
H.J. Eysenck var meget aktiv og skrev et væld af bøger og artikler.
Han var meget kritisk overfor Freud.
Eysenck var overordentligt produktiv da han skrev et godt stykke over 1000 artikler, og en opgørelse fra 1999 fandt at han var den tredje mest citerede psykolog efter Sigmund Freud og Jean Piaget.
Hans søn er psykologen Michael W. Eysenck og sammen skrev de bogen Kend dig selv... : fakta og gåder i moderne psykologi.

### På dansk
- H.J. Eysenck, Brug og misbrug af psykologi, Nyt Nordisk Forlag, 1970. ISBN 87-17-01268-6. Oversat fra Uses and abuses of psychology af Eva Mortensen og Knud Bruun-Rasmussen.
- H.J. Eysenck og Glenn Wilson, Vurdering af personlighed, Jørgen Paludan, 1978. ISBN 87-7230-701-3. Oversat til dansk fra Know your own personality af Jørgen Bech-Jessen.
- H.J. Eysenck og D.K.B. Nias, Astrologien : en revision i lyset af moderne videnskab, Bogan, 1983. ISBN 87-7466-005-5. Oversat fra Astrology : science or superstition? af Torben Nilsson
- Hans og Michael Eysenck, Kend dig selv... : fakta og gåder i moderne psykologi, Gyldendal, 1984. ISBN 87-00-67002-2. Oversat af Christian Dahlerup Koch.

#### Artikel
- Hans J. Eysenck, Personligheden afgør hvem der bliver syg, Fakta, nr. 8. siderne 52-57, 1989.

### På engelsk
- H.J. Eysenck og D.K.B. Nias, Sex violence and the media, Maurice Temple Smith, 1978.

### Henvisning
1. ↑  J. Philippe Rushton, "A scientometric appreciation of H. J. Eysenck's contributions to psychology", Personality and Individual Differences, 31:17–39, 2001.